# Guimarães
Guimarães je grad distrikta Braga, industrijski najrazvijenije portugalske regije Sjeverni Portugal, s 20 župa i 52.181 stanovnika na 23.5 km² (223.9 stanovnika/km²) 2008. Istoimena općina ima 69 župa u kojima većina stanovnika živi u gradu i široj okolici.
Guimarães je, kao grad Vimaranes, u 9. stoljeću osnovao Vimara Peres kao sjedište područja osvojenog od Arapa, novoosnovanog vojvodstva Portucalense, koje će u 12. stoljeću postati Portugalom. Zbog toga ga Portugalci zovu i "Grad kolijevka". 
Osim presudne uloge u stvaranju portugalskog identiteta, povijesno središte grada je 2001. godine upisano na UNESCO-ov popis mjesta svjetske baštine u Europi kao izvanredno sačuvan primjer razvoja srednjovjekovnog središta u moderni grad bogat arhitektonskom kulturnom baštinom od 15. do 19. stoljeća koja je sačuvala tradicionalne materijale i tehnike gradnje.

## Povijest
Iako postoje nalazi o ljudskom obitovanju na ovim prostorima još od brončanog doba, najznačajniji spomenik iz prapovijesti je citadela Citânia de Briteiros, koja je najznačajniji spomenik keltske kulture u Portugalu.
Starorimski Trajanov oltar je nadgorbni spomenik posvećen caru Trajanu iz 2. stoljeća koji se nalazi u selu Caldas Taipas.
Nakon što je Vimara Peres na ovom području uspio protjerati Maure, osnovao je vojvodstvo Portucalense 868. godine i njegovu prijestolnicu koju je, po sebi, nazvao Vimaranis (kasnije Guimaranis). Henrik Burgundski, vojvoda Portugala, je 1095. godine osnovao Drugo portugalsko vojvodstvo (Condado Portucalense), a njegov sin, Alfons I. Portugalski, koji je rođen u Guimarãesu 25. srpnja 1109. godine, je proglasio neovisnost ovog vojvodstva od Leónskog kraljevstva nakon bitke za São Mamede (1128.) koju je vodio protiv svoje majke Tereze Leónske i njenog ljubavnika Fernãoa Peresa de Trave.
Od 15. stoljeća Guimarãesom su vladali vojvode od Bragança, a grad je za vrijeme Marije II. Portugalske, 1853. godine, dobio gradska prava i samostalnost. Tada je grad uređen u modernom urbanističkom planu, prema načelima simetrije i higijanskim uvjetima. Srednjovjekovne zidine su srušene, a otvorene su široke avenije i ulice (Martins Sarmento Largo, Largo Condessa do Juncal i the Mall of St. Damasus), a jezero iz 17. stoljeća Largo da Misericordia je preimenovalo u Largo João Franco.

## Znamenitosti
Građevine i druge znamenitosti su uglavnom u povijesnom središtu (Stari grad), kao što su : 
- Dvorac (Castelo) je stara rimska utvrda koja je polovicom 10. stoljeća, po nalogu galicijske grofice Mumadone, preuređena kako bi zaštitila grad i samostan od napada Normana i Arapa. Ovdje 1109. godine rođen Alfons I. Portugalski, a od 1140. god. prva prijestolnica Portugala, područja između Minhoa i Tagusa. Dvorac je jedan od najbolje sačuvanih rimskih utvrda u Portugalu. Sastoji se od utvrđenih zidina s tornjevima na kutovima oko relativno malog trokutastog dvorišta. Najviša utvrda Torre de Menagem ima visinu od 27 m. Kraljevska obitelj Salazar je napustila dvorac 1940-ih.
- U blizini se nalazi Crkva sv. Mihovila (São Miguel Capela do Castelo) iz ranog 12. Stoljeća, gdje je 1111. god. kršten prvi portugalski kralj Afons I. Na ulazu se nalazi replika izvorne krstionice, čiji se original sada nalazi u Gospinoj crkvi u gradu (Igreja de Nossa Senhora da Oliveira). Iznutra je slabo osvijetljena i ostavlja sumoran dojam, a zanimljivi su brojni grobni spomenici ugrađeni u pod crkve.
- Kneževska palača (Paco dos Duques de Bragança) iz 1420. god. Afonsa I. Portugalskog izgrađena je po francuskom modelu u Normansko-burgundkom stilu i jedno je od najljepših prijestolnica iz 15. stoljeća. 1960-ih je Salazar, uz nju dao izgraditi prostorije za službene državne posjete.
- Kip Afonsa I. Portugalskog u dvorištu palače je napravio kipar Antonio Soares dos Reis 1887. godine.
- Largo do Brasil je jedno od najljepših mjesta u gradu. Na svom jugoistočnom kraju ima baroknu crkvu Igreja dos Santos Passos iz 1769. god.
- Tu su i znamenite palače Paco dos Duques ("Duždeva palača") i Palacio de Vila Flor Guimarães.

U Guimarães su tri glavna muzejima međunarodnog kulturnog značaja: Museu Alberto Sampaio (sakralne umjetnosti), Museu de Arte Moderna Primitiva (moderne naivne umjetnosti) i Museu da Socidedade Martins Sarmento.
- Kraljevski dvorac
- Pogled na grad s dvorca
- Palača vojvoda od Bragança (15. st.)
- Kip Alfonsa I. Portugalskog
- Park Largo do Brasil
- Duždeva palača
- Rua de Santa Maria 4.
- Ulica u Starom gradu
- Gospina crkva i Alpendre na trgu Oliveira
- Museo Alberto Sampaio, klaustar

## Stanovništvo
Evolucija rasta populacije općine Guimarães (1801. – 2008.):
Guimarães je 13. grad po broju stanovnika u Portugalu.
Porast gradske populacije (1864. – 2001.):

## Gradovi prijatelji
Guimarães je zbratimljen sa sljedećim gradovima:
| - Londrina, Brazil (1987.) - Mé-Zóchi, São Tomé i Príncipe (1989.) - Brive-la-Gaillarde, Francuska (1992.) - Igualada, Španjolska (1994.) - Tacoronte, Španjolska (1996.) - Rio de Janeiro, Brazil (1998.) | - Kaiserslautern, Njemačka (2000.) - Colonia del Sacramento, Urugvaj (2000.) - Compiègne, Francuska (2004.) - Tourcoing, Francuska (2007.) - Ribeira Grande de Santiago, Zelenortska Republika (2007.) |